# Top of the World Park
Top of the World Park är en park i Kanada.   Den ligger i provinsen British Columbia, i den södra delen av landet, 3 000 km väster om huvudstaden Ottawa. Top of the World Park ligger 2 043 meter över havet.
Terrängen runt Top of the World Park är kuperad åt nordväst, men åt sydost är den bergig. Trakten runt Top of the World Park är nära nog obefolkad, med mindre än två invånare per kvadratkilometer.. Det finns inga samhällen i närheten.
I omgivningarna runt Top of the World Park växer i huvudsak barrskog.